# Libochovice
Libochovice település Csehországban, a Litoměřicei járásban. Libochovice Radovesice, Křesín, Klapý, Slatina, Budyně nad Ohří és Evaň településekkel határos. Lakosainak száma 3428 fő (2024. január 1.).

## Népesség
A település lakosságának változását az alábbi diagram mutatja:
| Lakosok száma | 2577 | 2785 | 3404 | 3229 | 3512 | 3677 | 3531 | 3496 | 3411 | 3428 |
|               | 1869 | 1890 | 1921 | 1950 | 1980 | 2001 | 2017 | 2019 | 2022 | 2024 |

## Híres személyek
- itt született Jan Evangelista Purkyně (1787–1868) cseh anatómus, fiziológus